# 巴什考斯河

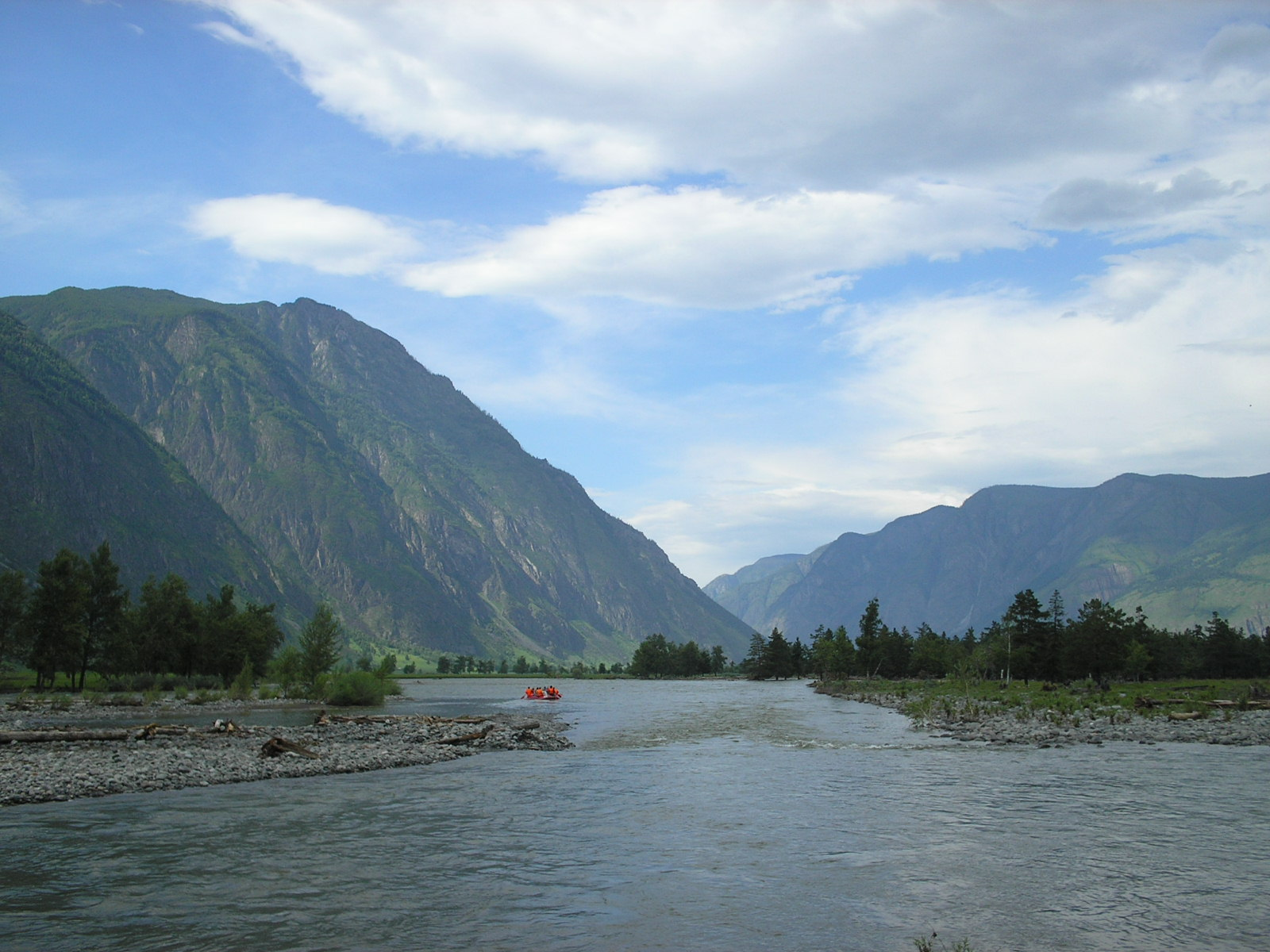

巴什考斯河是俄羅斯西伯利亞的河流，位於阿爾泰共和國，屬於丘雷什曼河的左支流。
巴什考斯河全長219公里，流域面積7,770平方公里。

## 外部連結
- Kayaking in Russian Siberia - photos, videos and river descriptions
- Kayaking in Russia